# فارا دی سولیگو

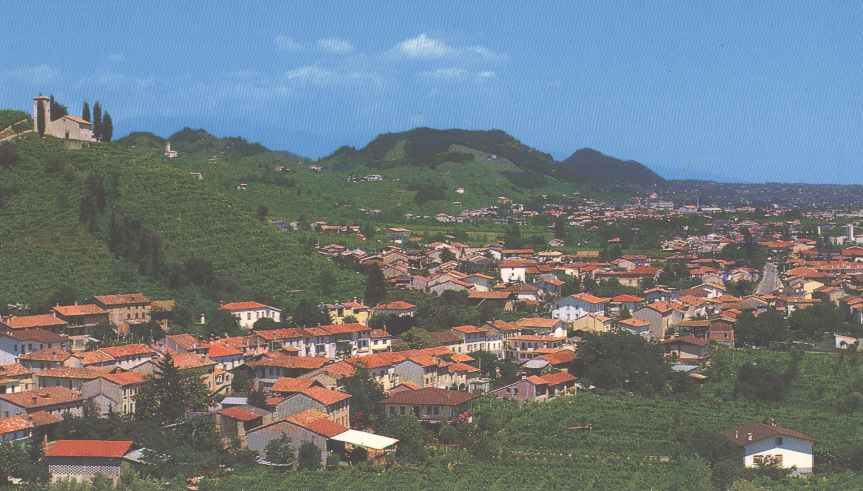
نمایی از فارا دی سولیگو

فارا دی سولیگو (به ایتالیایی: Farra di Soligo) یک کومونه در ایتالیا است که در استان ترویزو واقع شده‌است.

## خصوصیات
فارا دی سولیگو ۲۸٫۲ کیلومترمربع مساحت و ۷٬۸۷۷ نفر جمعیت دارد و ۱۶۳ متر بالاتر از سطح دریا واقع شده‌است.